# فابيان أسمان
فابيان أسمان (بالإسبانية: Fabián Assmann)‏ هو لاعب كرة قدم أرجنتيني في مركز حراسة المرمى، ولد في 23 مارس 1986 في مدينة زاراتي، بوينس آيرس في الأرجنتين. لعب مع إنديبندينتي وفيليز سارسفيلد وكيلمس ونادي لاس بالماس.

## وصلات خارجية
- فابيان أسمان على موقع إي إس بي إن إف سي (الإنجليزية)
- فابيان أسمان على موقع قاعدة بيانات كرة القدم.إي يو (الإنجليزية)
- فابيان أسمان على موقع Soccerway.com (الإنجليزية)